# Чемпионат СССР по классической борьбе 1949
18-й Чемпионат СССР по классической борьбе проходил в Харькове с 23 по 30 мая 1949 года. Розыгрыш личного первенства СССР совпал с 25-летием первого чемпионата СССР по классической борьбе, проведённого в 1924 году в Киеве. С тех пор 17 раз сильнейшие борцы Советского Союза оспаривали звание чемпиона страны. 241 борец участвовал в 18 чемпионатах (включая соревнования 1949 года), большинство из них выступало многократно. 59 человек завоевывало звание чемпиона страны.
В чемпионате 1949 года выступило 142 борца, представляющих 28 городов и 15 спортивных организаций. С этого года начали проводить первенства страны по классической и вольной борьбе в одни и те же сроки в разных городах.

## Медалисты
| Весовая категория | Золото                                    | Серебро                                  | Бронза                                       |
| ----------------- | ----------------------------------------- | ---------------------------------------- | -------------------------------------------- |
| Наилегчайший вес  | Саркис Варданян «Динамо» (Ереван)         | Сергей Спиридонов «Динамо» (Львов)       | Бабкен Каламкарян «Спартак» (Ростов-на-Дону) |
| Легчайший вес     | Александр Рыбаков «Спартак» (Москва)      | Артём Терян «Динамо» (Кировобад)         | Аркадий Ленц «Буревестник» (Москва)          |
| Полулёгкий вес    | Яков Пункин «Буревестник» (Запорожье)     | Александр Колмановский «Динамо» (Москва) | В. Телков «Динамо» (Москва)                  |
| Лёгкий вес        | Александр Соловов «Спартак» (Москва)      | Леонид Егоров «Динамо» (Москва)          | Николай Бусурин «Зенит» (Москва)             |
| Полусредний вес   | Вячеслав Кожарский «Зенит» (Москва)       | Семён Марушкин «Динамо» (Москва)         | Валериан Трубчанинов «Спартак» (Львов)       |
| Средний вес       | Николай Белов «Динамо» (Москва)           | Владимир Крутьковский «Зенит» (Москва)   | Григорий Ткаченко «Динамо» (Ростов-на-Дону)  |
| Полутяжёлый вес   | Шалва Чихладзе «Динамо» (Москва)          | А. Выдряков «Зенит» (Тула)               | Константин Коберидзе «Динамо» (Москва)       |
| Тяжёлый вес       | Александр Мазур Вооружённые Силы (Москва) | Йоханнес Коткас «Динамо» (Таллин)        | Михаил Стрижак «Буревестник» (Москва)        |